# Кренделёв, Вячеслав Николаевич
Вячесла́в Никола́евич Кренделёв (туркм. Wýaçeslaw Nikolaýewiç Krendelew; 24 июля 1982, Ашхабад, Туркменская ССР, СССР) — туркменский и российский футболист, полузащитник. Выступал за сборную Туркменистана. Мастер спорта России.

## Биография
Родился в Ашхабаде. С 5 лет начал заниматься в спортивной школе, куда его привел отец, который непродолжительное время играл за «Копетдаг», мать инженер-электрик. Родители проживают в Туркменистане. Женат, свадьба состоялась в марте 2009 года.

### Клубная карьера

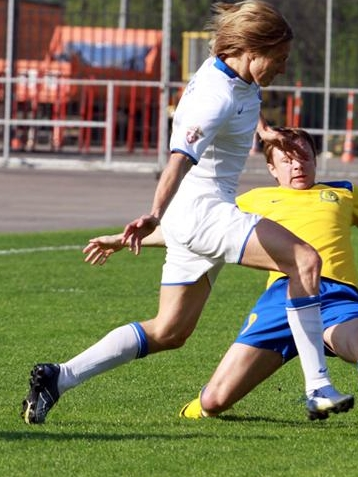
Кренделев в составе «Балтики»

Выступал за ашхабадский «Галкан», где одновременно прошёл срочную службу в армии, служил в спортроте элитного подразделения внутренних войск, занимавшегося охраной президента Туркменистана Сапармурата Ниязова. В 2003 году выступал за ашхабадскую «Нису». С 2004 года играл в казахстанском «Таразе». Затем перешёл в грозненский «Терек», с которым вышел в Премьер-лигу, заняв 2-е место в Первом дивизионе в 2007 году. В конце года стал первым приобретением «Амкара», однако ни одного матча за пермяков так и не сыграл. В марте 2009 года перешёл в липецкий «Металлург» в аренду, сроком на год. 13 февраля 2011 года пополнил ряды клуба «Луч-Энергия», за который провел 41 матч в первенстве, и 3 матча в Кубке, забив 2 мяча. В июле 2012 года подписал контракт со «СКА-Энергией». 17 июля 2013 года вернулся в «Луч-Энергию». В феврале 2015 года получил серьёзную травму, и выбыл на полгода. В июне 2015 продлил контракт с «Луч-Энергией».

### Карьера в сборной

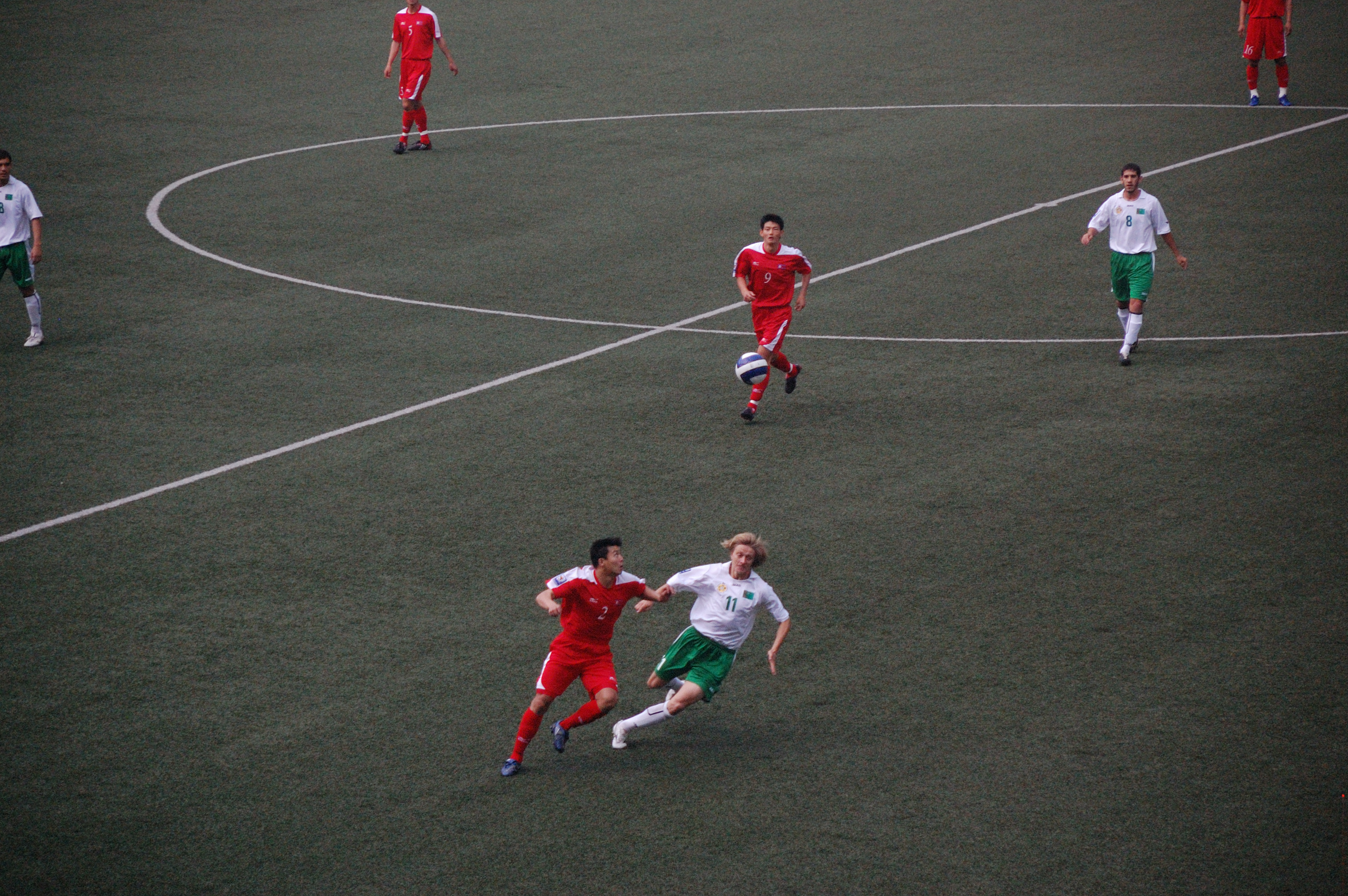
Кренделев в игре за сборную Туркменистана против КНДР (11 номер)

В 2004 году получил вызов в национальную сборную Туркменистана. В том же году выступил в основном турнире Кубка Азии 2004. В августе 2008 года в игре Кубка вызова АФК со сборной Афганистана забил первый мяч за сборную. 23 июля 2011 года забил второй гол за сборную Туркменистана в рамках отборочного турнира на чемпионат мира 2014 года, поразив ворота индонезийской сборной.

## Достижения
- Чемпион Туркменистана: 2003
- Финалист Кубка Туркменистана: 2003
- Обладатель Кубка Казахстана: 2004
- Серебряный призёр Первого дивизиона России: 2007
- Обладатель Кубка ФНЛ: 2014

## Статистика выступлений
| Сезон   | Клуб               | Страна       | Уровень лиги | И  | М |
| ------- | ------------------ | ------------ | ------------ | -- | - |
| 2000    | Галкан             | Туркменистан | 1            | 17 | 2 |
| 2001    | Галкан             | Туркменистан | 1            | 16 | 4 |
| 2002    | Галкан             | Туркменистан | 1            | 18 | 5 |
| 2003    | Ниса               | Туркменистан | 1            | 17 | 8 |
| 2004    | Тараз              | Казахстан    | 1            | 26 | 0 |
| 2005    | Тараз              | Казахстан    | 1            | 28 | 4 |
| 2006    | Тараз              | Казахстан    | 1            | 25 | 8 |
| 2007    | Терек              | Россия       | 2            | 36 | 3 |
| 2008    | Амкар              | Россия       | 1            | 0  | 0 |
| 2009    | Металлург (Липецк) | Россия       | 2            | 33 | 5 |
| 2010    | Балтика            | Россия       | 2            | 36 | 1 |
| 2011/12 | Луч-Энергия        | Россия       | 2            | 41 | 0 |
| 2012/13 | СКА-Энергия        | Россия       | 2            | 31 | 2 |
| 2013/14 | Луч-Энергия        | Россия       | 2            | 22 | 2 |